# Cour suprême de Nouvelle-Zélande
Ne doit pas être confondu avec Cour administrative suprême de Suède.
 (février 2012).
La Cour suprême de Nouvelle-Zélande (en anglais : Supreme Court of New Zealand ; en maori de Nouvelle-Zélande : Te Kōti Mana Nui) est le plus haut tribunal de Nouvelle-Zélande. Créée avec le passage du Supreme Court Act 2003 le 13 octobre 2003, elle siégera pour la première fois le 1er juillet 2004. Elle remplace ainsi le Comité judiciaire du Conseil privé (à Londres).
Elle n'a pas de liens avec l'« ancienne » Cour suprême, renommée en Haute Cour de Nouvelle-Zélande (High Court of New Zealand) en 1980 à la suite d'une recommandation de la Commission royale en anticipation d'une cour comme celle qui porte aujourd'hui son ancien nom.
La Cour suprême siège à Wellington. Un nouveau bâtiment de 67 millions de dollars néo-zélandais sera construit à côté du bâtiment de la Haute Cour, près du Parlement.
Sa présidente est dame Sian Elias ; les autres juges sont Thomas Gault, Sir Kenneth Keith, Peter Blanchard et Andrew Tipping.

### Source
- (en) Cet article est partiellement ou en totalité issu de l’article de Wikipédia en anglais intitulé « Supreme Court of New Zealand » (voir la liste des auteurs).